# Curçay-sur-Dive
Curçay-sur-Dive est une commune du centre-ouest de la France, située dans le département de la Vienne en région Nouvelle-Aquitaine.
Ses habitants sont appelés les Cursayais ou les Cursaillais.

## Géographie

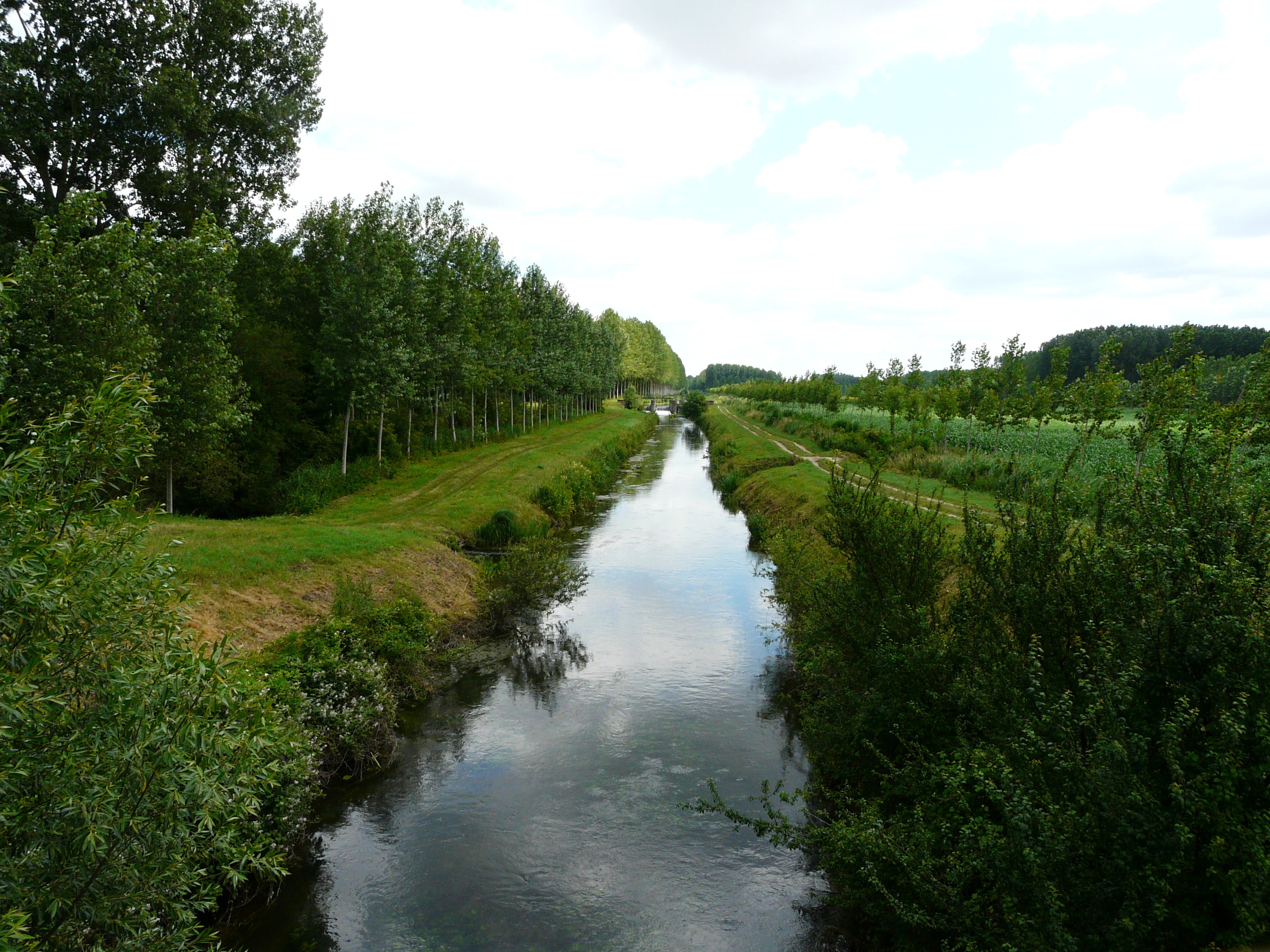
Le canal de la Dive au lieu-dit la Charrière

### Localisation
Située à l'extrême nord-ouest du département de la Vienne, la commune de Curçay-sur-Dive est limitrophe du département des Deux-Sèvres (avec pas moins de trois communes : Saint-Martin-de-Mâcon, Saint-Léger-de-Montbrun et Pas-de-Jeu).

### Communes limitrophes
| Saint-Martin-de-Mâcon (Deux-Sèvres)   | Ternay                   | Les Trois-Moutiers |
|                                       | Curçay-sur-Dive          | Glénouze           |
| Saint-Léger-de-Montbrun (Deux-Sèvres) | Pas-de-Jeu (Deux-Sèvres) | Ranton             |

### Hydrographie
Au sud-ouest, la commune est arrosée sur deux kilomètres par la Dive qui est longée à moins de 200 m de distance par le canal de la Dive. celui-ci irrigue donc la commune au sud-ouest mais également à l'ouest, soit un total d'environ quatre kilomètres.

### Climat
Pour des articles plus généraux, voir Climat de la Nouvelle-Aquitaine et Climat de la Vienne.
Historiquement, la commune est exposée à un climat océanique du nord-ouest.  
En 2020, Météo-France publie une typologie des climats de la France métropolitaine dans laquelle la commune est exposée à un climat océanique altéré et est dans la région climatique  Moyenne vallée de la Loire, caractérisée par une bonne insolation (1 850 h/an) et un été peu pluvieux.
Pour la période 1971-2000, la température annuelle moyenne est de 11,9 °C, avec une amplitude thermique annuelle de 14,9 °C. Le cumul annuel moyen de précipitations est de 642 mm, avec 10,9 jours de précipitations en janvier et 6,3 jours en juillet. Pour la période 1991-2020, la température moyenne annuelle observée sur la station météorologique la plus proche, située sur la commune de Loudun à 10,61 km à vol d'oiseau, est de 0,0 °C et le cumul annuel moyen de précipitations est de 0,0 mm,. Pour l'avenir, les paramètres climatiques de la commune estimés pour 2050 selon différents scénarios d’émission de gaz à effet de serre sont consultables sur un site dédié publié par Météo-France en novembre 2022.

### Voies de communication et transports
Le bourg de Curçay-sur-Dive, situé au carrefour des routes départementales 19 et 39, se situe en distances orthodromiques, 12 kilomètres à l'ouest de Loudun et autant à l'est-nord-est de Thouars.
La commune est également desservie à l'est par la route départementale 57.

## Urbanisme

### Typologie
Au 1er janvier 2024, Curçay-sur-Dive est catégorisée commune rurale à habitat dispersé, selon la nouvelle grille communale de densité à sept niveaux définie par l'Insee en 2022.
Elle est située hors unité urbaine. Par ailleurs la commune fait partie de l'aire d'attraction de Thouars, dont elle est une commune de la couronne,. Cette aire, qui regroupe 26 communes, est catégorisée dans les aires de moins de 50 000 habitants,.

### Occupation des sols
L'occupation des sols de la commune, telle qu'elle ressort de la base de données européenne d’occupation biophysique des sols Corine Land Cover (CLC), est marquée par l'importance des territoires agricoles (79,4 % en 2018), une proportion sensiblement équivalente à celle de 1990 (79,1 %). La répartition détaillée en 2018 est la suivante : 
terres arables (58,8 %), forêts (18,8 %), zones agricoles hétérogènes (10,4 %), prairies (10,2 %), zones urbanisées (1,8 %). L'évolution de l’occupation des sols de la commune et de ses infrastructures peut être observée sur les différentes représentations cartographiques du territoire : la carte de Cassini (XVIIIe siècle), la carte d'état-major (1820-1866) et les cartes ou photos aériennes de l'IGN pour la période actuelle (1950 à aujourd'hui).

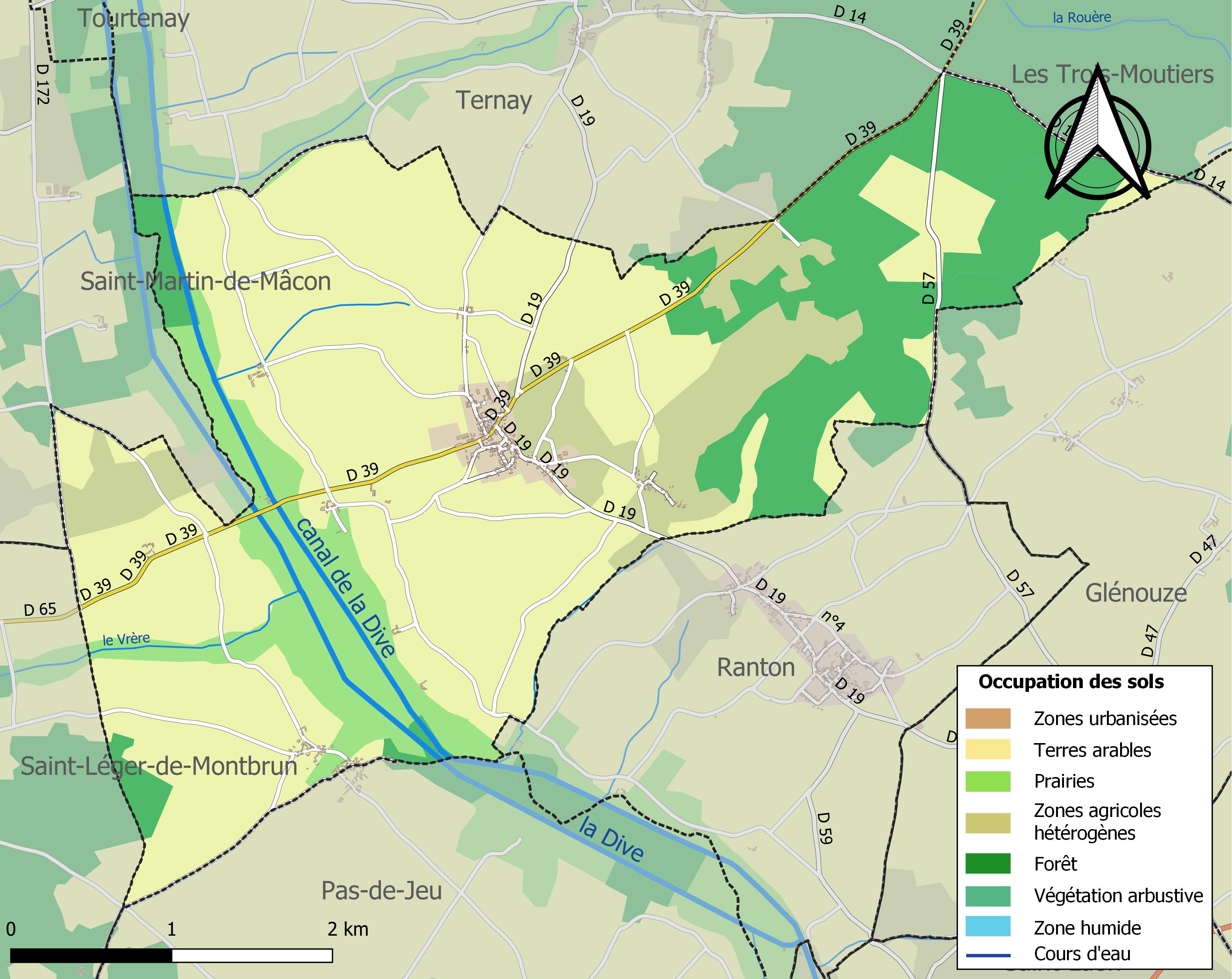
Carte des infrastructures et de l'occupation des sols de la commune en 2018 (CLC).

### Risques majeurs
Le territoire de la commune de Curçay-sur-Dive est vulnérable à différents aléas naturels : météorologiques (tempête, orage, neige, grand froid, canicule ou sécheresse), inondations, feux de forêts, mouvements de terrains et séisme (sismicité modérée). Il est également exposé à un risque technologique, le transport de matières dangereuses. Un site publié par le BRGM permet d'évaluer simplement et rapidement les risques d'un bien localisé soit par son adresse soit par le numéro de sa parcelle.

#### Risques naturels
Certaines parties du territoire communal sont susceptibles d’être affectées par le risque d’inondation par débordement de cours d'eau, notamment la Dive et le canal de la Dive. La commune a été reconnue en état de catastrophe naturelle au titre des dommages causés par les inondations et coulées de boue survenues en 1982, 1999, 2010 et 2013,.
Curçay-sur-Dive est exposée au risque de feu de forêt. En 2014, le deuxième plan départemental de protection des forêts contre les incendies (PDPFCI) a été adopté pour la période 2015-2024. Les obligations légales de débroussaillement dans le département sont définies dans un arrêté préfectoral du 29 mai 2015,, celles relatives à l'emploi du feu et au brûlage des déchets verts le sont dans un arrêté permanent du 24 mai 2015,.

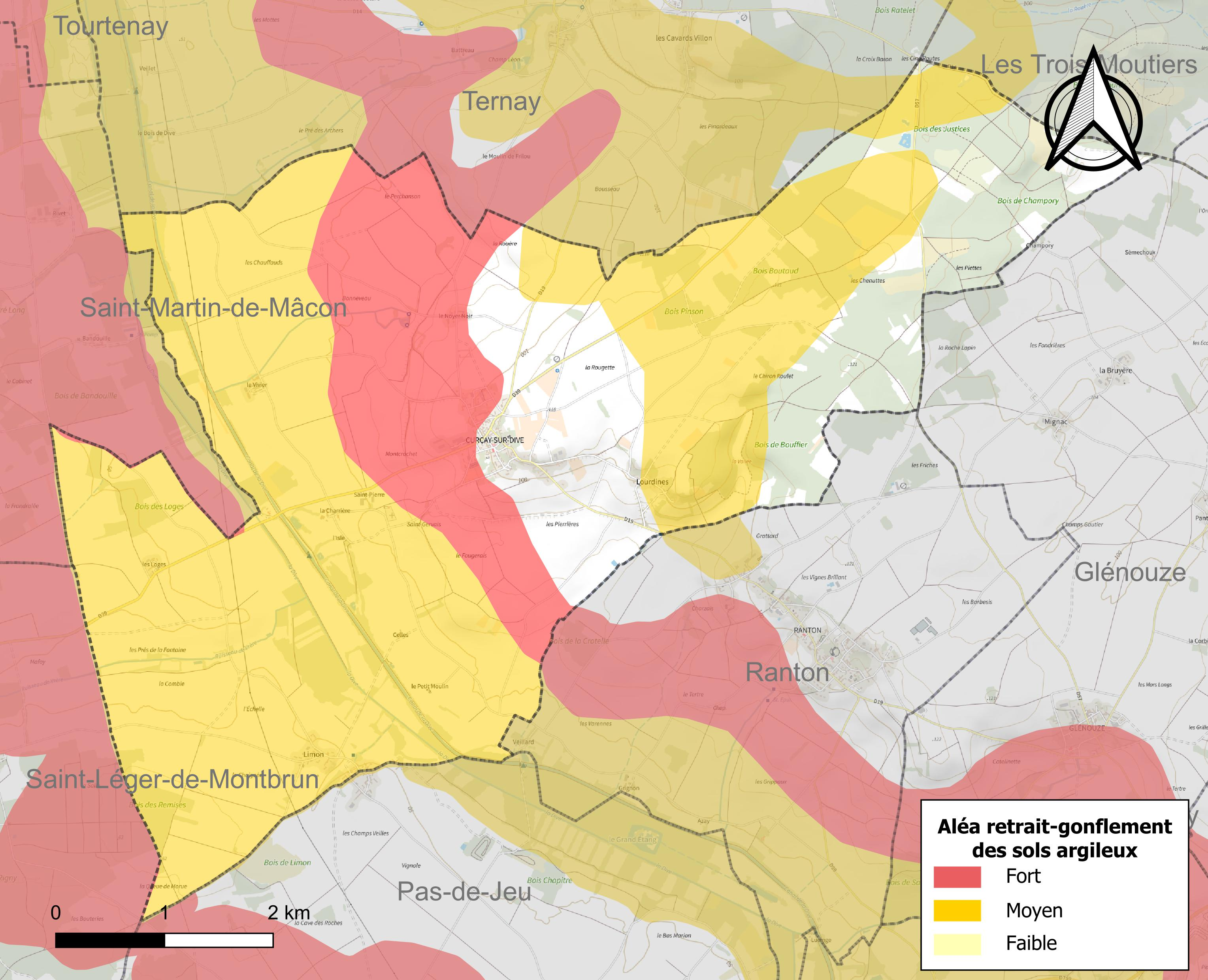
Carte des zones d'aléa retrait-gonflement des sols argileux de Curçay-sur-Dive.

Les mouvements de terrains susceptibles de se produire sur la commune sont des affaissements et effondrements liés aux cavités souterraines (hors mines) et des tassements différentiels. Afin de mieux appréhender le risque d’affaissement de terrain, un inventaire national permet de localiser les éventuelles cavités souterraines sur la commune. Le retrait-gonflement des sols argileux est susceptible d'engendrer des dommages importants aux bâtiments en cas d’alternance de périodes de sécheresse et de pluie. 77,4 % de la superficie communale est en aléa moyen ou fort (79,5 % au niveau départemental et 48,5 % au niveau national). Depuis le 1er octobre 2020, en application de la loi ÉLAN, différentes contraintes s'imposent aux vendeurs, maîtres d'ouvrages ou constructeurs de biens situés dans une zone classée en aléa moyen ou fort,.
La commune a été reconnue en état de catastrophe naturelle au titre des dommages causés par des mouvements de terrain en 1999, 2010 et 2014.

## Histoire
Sur la carte de Cassini représentant la France entre 1756 et 1789, le village est identifié sous le nom de Cursay.

## Politique et administration

### Liste des maires
| Période   | Période   | Identité       | Étiquette | Qualité |
| --------- | --------- | -------------- | --------- | ------- |
|           |           | André Naudeau  | -         | -       |
| mars 2001 | mars 2008 | Michel Spisak  | -         | -       |
| mars 2008 | en cours  | Bruno Lefebvre | -         | -       |

### Instances judiciaires et administratives
La commune relève du tribunal d'instance de Poitiers, du tribunal de grande instance de Poitiers, de la cour d'appel de Poitiers, du tribunal pour enfants de Poitiers, du conseil de prud'hommes de Poitiers, du tribunal de commerce de Poitiers, du tribunal administratif de Poitiers et de la cour administrative d'appel  de  Bordeaux, du tribunal des pensions de Poitiers, du tribunal des affaires de la Sécurité sociale de la Vienne, de la cour d’assises de la Vienne.

## Démographie
L'évolution du nombre d'habitants est connue à travers les recensements de la population effectués dans la commune depuis 1793. Pour les communes de moins de 10 000 habitants, une enquête de recensement portant sur toute la population est réalisée tous les cinq ans, les populations de référence des années intermédiaires étant quant à elles estimées par interpolation ou extrapolation. Pour la commune, le premier recensement exhaustif entrant dans le cadre du nouveau dispositif a été réalisé en 2004.

En 2022, la commune comptait 230 habitants, en évolution de +8,49 % par rapport à 2016 (Vienne : +0,6 %, France hors Mayotte : +2,11 %).
| 1793 | 1800 | 1806 | 1821 | 1831 | 1836 | 1841 | 1846 | 1851 |
| ---- | ---- | ---- | ---- | ---- | ---- | ---- | ---- | ---- |
| 404  | 478  | 667  | 640  | 730  | 630  | 660  | 672  | 663  |

| 1856 | 1861 | 1866 | 1872 | 1876 | 1881 | 1886 | 1891 | 1896 |
| ---- | ---- | ---- | ---- | ---- | ---- | ---- | ---- | ---- |
| 655  | 631  | 635  | 592  | 578  | 570  | 572  | 565  | 526  |

| 1901 | 1906 | 1911 | 1921 | 1926 | 1931 | 1936 | 1946 | 1954 |
| ---- | ---- | ---- | ---- | ---- | ---- | ---- | ---- | ---- |
| 469  | 494  | 480  | 416  | 424  | 400  | 382  | 388  | 373  |

| 1962 | 1968 | 1975 | 1982 | 1990 | 1999 | 2004 | 2006 | 2009 |
| ---- | ---- | ---- | ---- | ---- | ---- | ---- | ---- | ---- |
| 347  | 287  | 216  | 245  | 257  | 217  | 231  | 239  | 226  |

| 2014 | 2019 | 2022 | - | - | - | - | - | - |
| ---- | ---- | ---- | - | - | - | - | - | - |
| 208  | 216  | 230  | - | - | - | - | - | - |

## Économie
Selon la direction régionale de l'Alimentation, de l'Agriculture et de la Forêt de Poitou-Charentes, il n'y a plus que douze exploitations agricoles en 2010 contre seize en 2000.
Les surfaces agricoles utilisées ont diminué et sont passées de 1 021 hectares en 2000 à 951 en 2010. 54 % sont destinées à la culture des céréales (blé tendre essentiellement mais aussi orge et maïs), 18 % pour les oléagineux (colza et tournesol), 3 % pour les protéagineux et 6 % pour le fourrage. En 2010, la vigne n'est plus cultivée alors qu'en 2000, 16 hectares lui étaient consacrés.
L'élevage de volailles a disparu en 2010 (461 têtes sur onze fermes en 2000).

## Culture locale et patrimoine

### Lieux et monuments
- Donjon de 1350, restes de l'ancien château construit pour Huet de Curçay, classé monument historique depuis 1965[31]
- Église Sainte-Catherine dans le bourg, ancienne chapelle du château, dont le chœur date du XIIIe siècle.
- Église Saint-Hilaire de Cuhon. Elle est inscrite à l'Inventaire général du patrimoine culturel.
- Vestiges de l'ancienne église Saint-Pierre, XIIe et XVIIe siècles ; située entre le bourg et la Dive, l'église est inscrite aux monuments historiques depuis 1927[32]. Il n'en reste que les murs extérieurs.
- Pont de la Reine Blanche sur la Dive, d'origine gallo-romaine, également inscrit depuis 1980[33].
- Canal de la Dive, parallèle à la Dive.
- Maisons troglodytiques.

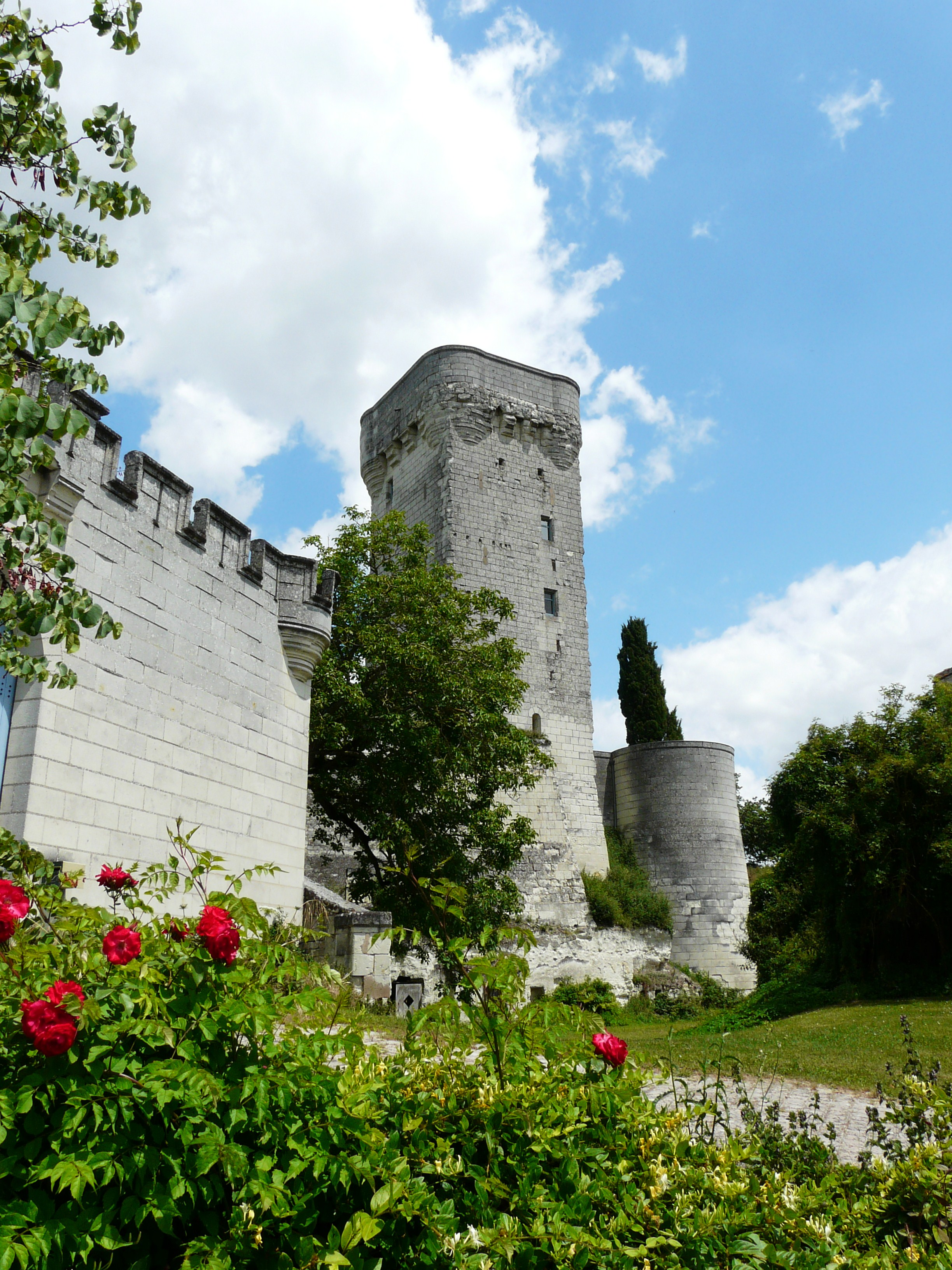
Le donjon.
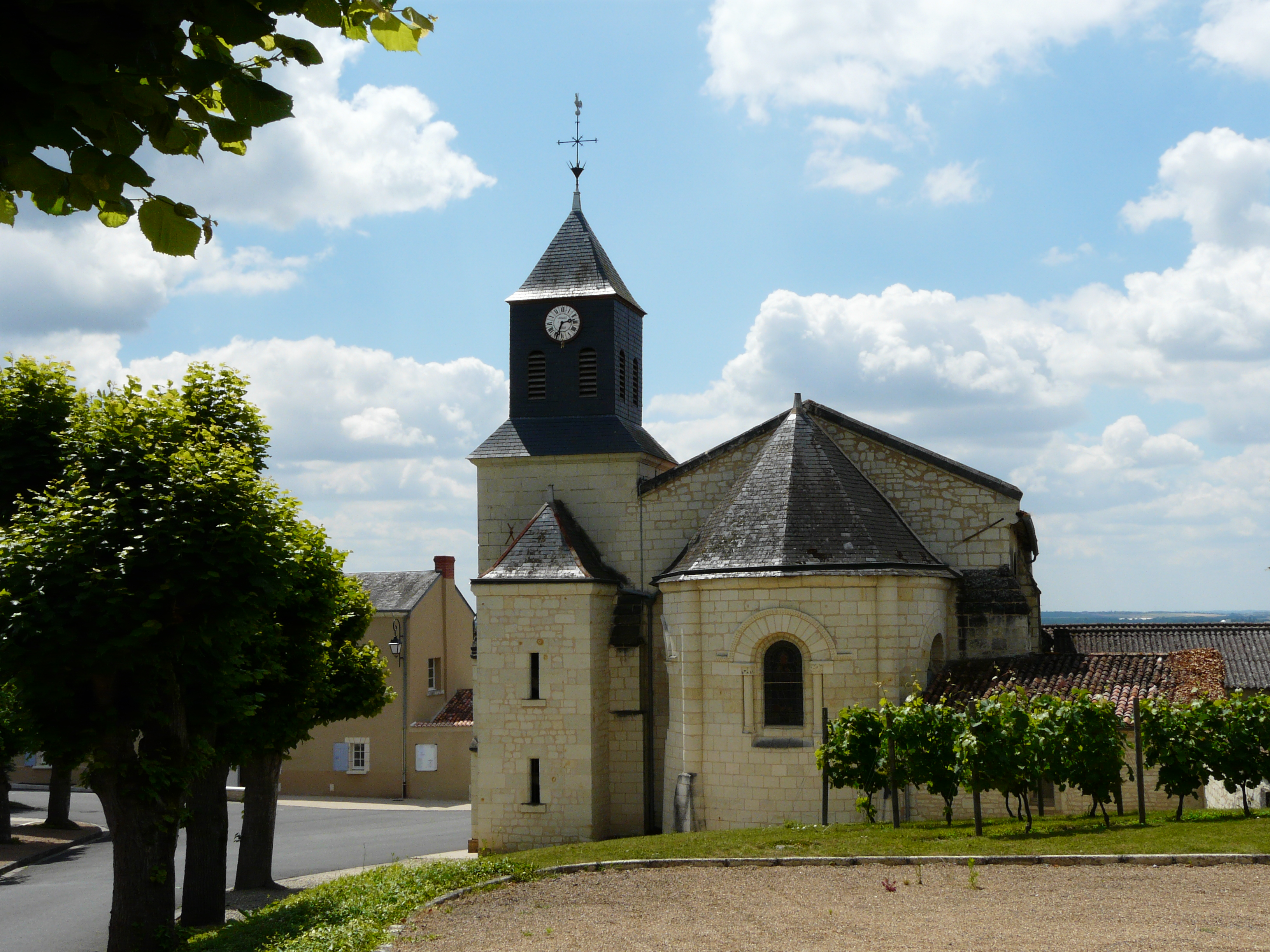
L'église Sainte-Catherine.
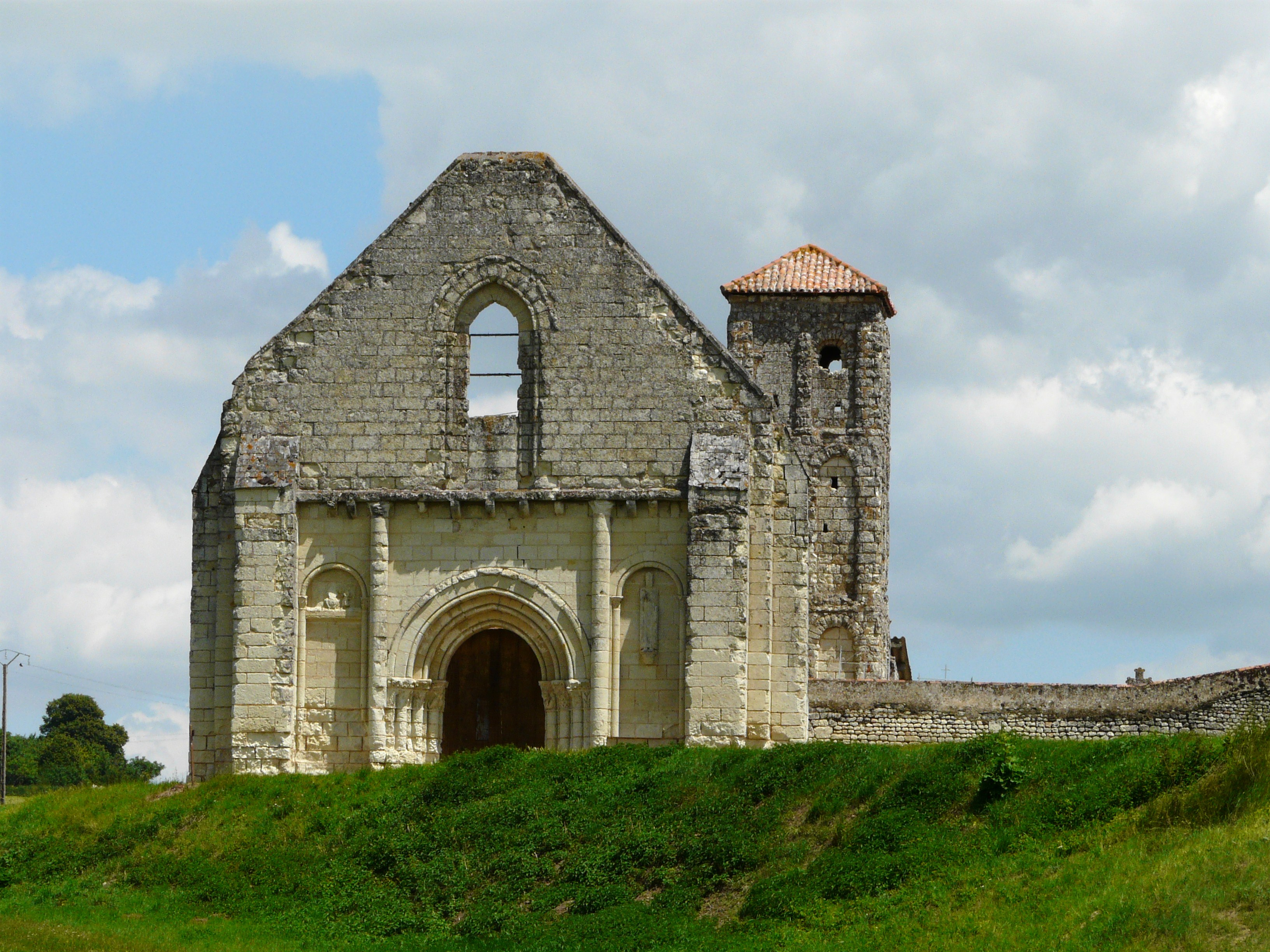
Les vestiges de l'église Saint-Pierre.
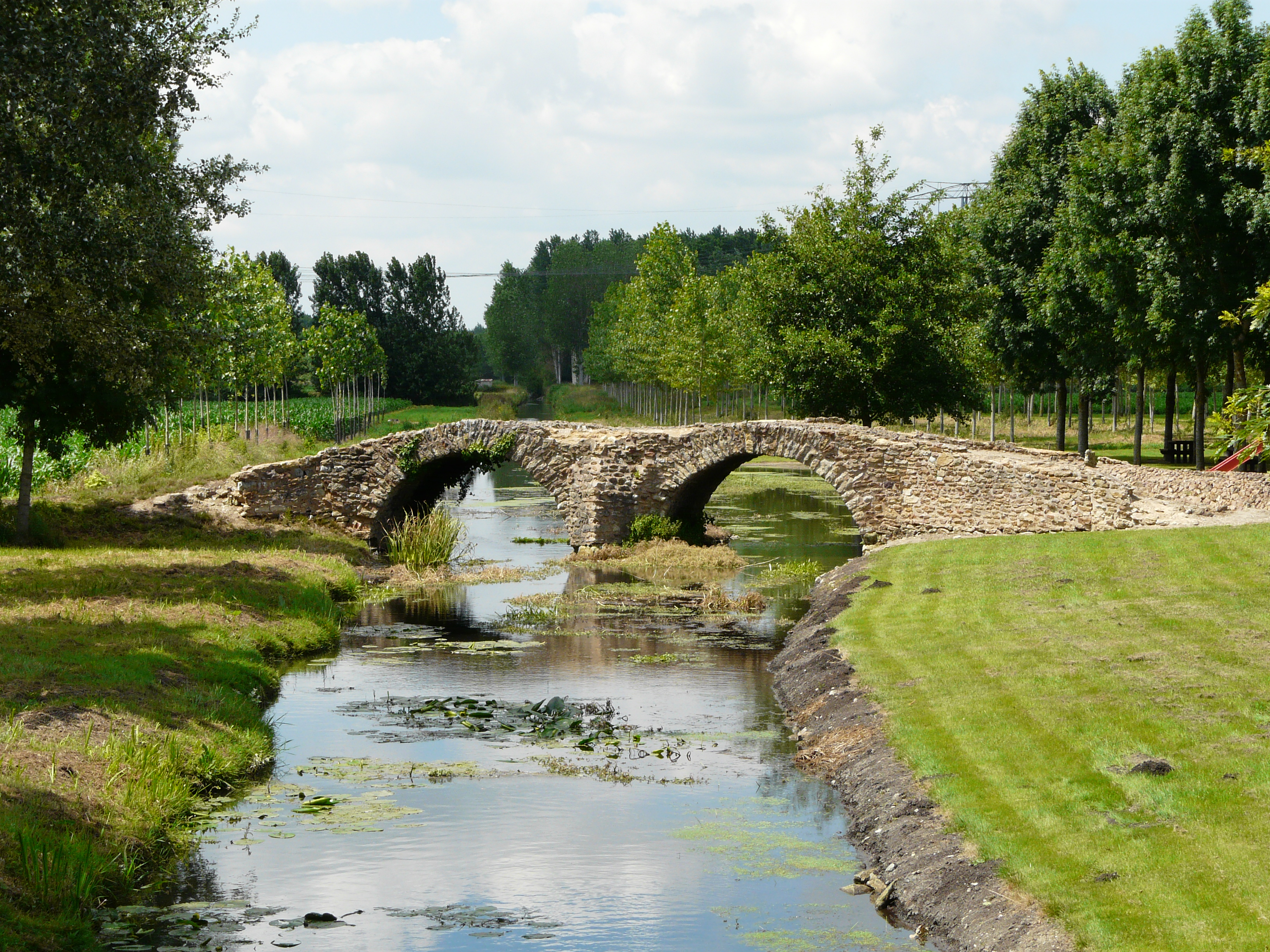
Le pont de la Reine Blanche.

### Héraldique
| Blason de Curçay-sur-Dive | Blason  | Parti de sinople à un donjon d'or maçonné, ouvert et ajouré de sable ; et d'argent à la fasce ondée d'azur accompagnée d'une roue de Sainte Catherine de gueules brisée de son quart senestre en chef, et d'une grappe de raisin de pourpre, tigée de tenné et feuillée de deux pièces de sinople en pointe.                      |
| Blason de Curçay-sur-Dive | Détails | Le donjon symbolise les anciennes fortifications et le champ de sinople l'agriculture. La fasce ondée évoque la Dive qui arrose la commune, le raisin la viticulture et la roue brisée sainte Catherine, patronne de la paroisse. Armoiries conçues par M. Jean-François BRINON, adoptées par la municipalité le 26 février 2018. |

### Articles de Wikipédia
- Communes de la Vienne
- Anciennes communes de la Vienne

## Sources